# Municipio de Deer Park (Minnesota)
El municipio de Deer Park (en inglés: Deer Park Township) es un municipio ubicado en el condado de Pennington en el estado estadounidense de Minnesota. En el año 2010 tenía una población de 126 habitantes y una densidad poblacional de 2,11 personas por km².

## Geografía
El municipio de Deer Park se encuentra ubicado en las coordenadas 47°59′33″N 95°46′28″O / 47.99250, -95.77444. Según la Oficina del Censo de los Estados Unidos, el municipio tiene una superficie total de 59.72 km², de la cual 59,72 km² corresponden a tierra firme y (0 %) 0 km² es agua.

## Demografía
Según el censo de 2010, había 126 personas residiendo en el municipio de Deer Park. La densidad de población era de 2,11 hab./km². De los 126 habitantes, el municipio de Deer Park estaba compuesto por el 100 % blancos. Del total de la población el 0 % eran hispanos o latinos de cualquier raza.